# Tommy McCook
Tommy McCook, właściwie Thomas Matthew McCook (ur. 3 marca 1927 w Hawanie, zm. 5 maja 1998 w Atlancie) – jamajski saksofonista i kompozytor, muzyk sesyjny Studia One Clementa "Sir Coxsone'a" Dodda, współzałożyciel i wieloletni lider zespołu The Skatalites; jeden z prekursorów muzyki ska i rocksteady.

## Życiorys
Choć oboje jego rodzice byli Jamajczykami, urodził się i pierwsze lata życia spędził w Hawanie – jego ojciec pracował przy obsłudze Kanału Panamskiego, a ponieważ nie pozwolono mu zamieszkać tam z rodziną, ta osiedliła się w stolicy Kuby. W roku 1933 matka powróciła wraz z dziećmi (Tommy miał brata Franka i siostrę Inez) na rodzinną wyspę, gdzie zamieszkali przy Slip Dock Road w Kingston. Tam Tommy podjął naukę w szkole Alpha Boys School, prowadzonej przez katolickie siostry zakonne, której to absolwentami była cała rzesza znanych muzyków, m.in. trójka przyszłych współzałożycieli The Skatalites: Lester "Ska" Sterling, Don Drummond i Johnny "Dizzy" Moore. Muzyką zafascynował się, podglądając próby szkolnego zespołu, w którym grał również jego starszy brat. Gdy miał 11 lat, dzięki wstawiennictwu mamy, dla niego także znalazło się miejsce w zespole – wolna była pozycja tenorowego saksofonisty; z instrumentem tym związał się na całe życie. Jego pierwszymi muzycznymi idolami zostali trzej wielcy amerykańscy jazzmani-saksofoniści: Miles Davis, John Coltrane i Sonny Rollins.
Szkoła była regularnie odwiedzana przez Erica Deansa, który wśród uczniów starszych klas poszukiwał kandydatów na członków swojego słynnego jazzowego big bandu. W roku 1943 jego wybór padł właśnie na McCooka, dając mu możliwość rozpoczęcia zawodowej kariery. W tamtych latach Eric Deans Orchestra miała swoją stałą siedzibę w klubie Bournemouth Beach we wschodniej części miasta. W lokalu tym pracowała mama Tommy’ego; jak wspominał po latach, jego pierwszy występ obserwowała ze łzami wzruszenia w oczach. Na początku lat 50. McCook wraz ze swoim przyjacielem Raymondem Harperem opuścił orkiestrę Deansa na rzecz sekstetu prowadzonego przez gitarzystę Dona Hitchmana. Będąc jego członkiem, jako jeden z pierwszych muzyków jamajskich miał okazję zarejestrować swoje nagrania, kiedy to Archie Lindo, dziennikarz i prezenter pierwszej na wyspie radiostacji ZQI Radio Jamaica, zaprosił muzyków do jej siedziby na próbną sesję, by przetestować nowy sprzęt nagrywający.
W roku 1954 wraz z gitarzystą Ernestem Ranglinem i kilkoma innymi muzykami przyjął ofertę pracy w mieszczącym się w Nassau na Bahamach klubie Zanzibar. Gdy w rok później lokal zamknięto, McCook nie powrócił z resztą kolegów na Jamajkę, lecz przez kilka kolejnych lat grywał dorywczo w różnych miejscach na Karaibach, a także w Miami na Florydzie. Na powrót do Kingston zdecydował się w roku 1962, zaproszony przez Clementa "Sir Coxsone'a" Dodda, najważniejszego wówczas producenta na wyspie, do nagrania sesji jazzowych w wynajmowanym od Kena Khouriego Federal Studio (ich efekty można usłyszeć na płycie Jazz Jamaica From The Workshop). Wkrótce Sir Coxsone otworzył swoje własne Studio One, a spośród najlepszych pracujących dla niego muzyków sesyjnych postanowił utworzyć mającą je wesprzeć supergrupę. Będąc pod wrażeniem gry McCooka, próbował namówić go by został liderem całej formacji. Saksofonista początkowo odmówił, chcąc kontynuować karierę jazzową; ostatecznie dał się jednak przekonać perswazji swojego przyjaciela, perkusisty Lloyda Knibba (poznali się jeszcze na początku lat 50., kiedy to obaj byli częstymi bywalcami organizowanych w Wareika Hills przez Counta Ossiego rastafariańskich sesji bębniarsko-jazzowych). Późną wiosną 1964 roku zespół przyjął swój ostateczny kształt – oprócz McCooka i Knibba do składu weszło jeszcze siedmioro instrumentalistów – brakowało jedynie nazwy. Kiedy ktoś zaproponował "The Satellites", saksofonista odparł: "The Skatalites... Przecież gramy ska!" W ten sposób narodził się zespół, który mimo iż istniał zaledwie przez niewiele ponad rok, zdołał w tym czasie zrewolucjonizować całą muzykę jamajską.
Jedną z dwóch głównych przyczyn rozpadu The Skatalites (obok aresztowania Dona Drummonda, który w noc sylwestrową 1964/65 zadźgał nożem swoją narzeczoną) był ambicjonalny konflikt pomiędzy McCookiem i Rolandem Alphonso – obaj grali na saksofonie tenorowym. Po całkowitym rozłamie grupy, do jakiego doszło w sierpniu 1965 roku, założyli oni dwa konkurencyjne zespoły: Alphonso - The Soul Brothers (od roku 1967 pod nową nazwą The Soul Vendors), z którym pozostał by nagrywać dla Dodda, zaś McCook – The Supersonics, z którym przeniósł się pod egidę Treasure Isle Records innego znanego producenta, Duke'a Reida. Do prowadzonej przez niego grupy zdecydowało się dołączyć dwóch spośród nie tak dawnych założycieli The Skatalites: perkusista Lloyd Knibb oraz gitarzysta Jerome "Jah Jerry" Haynes; skład uzupełniło kilku innych znanych instrumentalistów. Tommy McCook & The Supersonics uważani są za prekursorów nieco wolniejszego od ska stylu rocksteady, który w wyniku kolejnego spowolnienia tempa dał w niedługim czasie początek muzyce reggae. Z różnych przyczyn, formacja ta zakończyła swoją działalność w roku 1969, pozostawiając po sobie dwie płyty długogrające: Top Secret (1969, Techniques Records) oraz Greater Jamaica (1970, Trojan Records).
W połowie lat 70. McCook nawiązał współpracę z trzecim z najważniejszych wówczas producentów na wyspie, Bunnym Lee, dla którego grał przez parę lat jako lider jego sztandarowego bandu sesyjnego The Aggrovators. Równolegle angażował się także w wiele innych projektów muzycznych, jak również wydał kilka albumów solowych. Tymczasem w roku 1975 większość dawnych członków założycieli The Skatalites, a wśród nich McCook, zebrało się na pierwszej od niemal dekady wspólnej sesji, której efekty usłyszeć możemy na "solowym" albumie kontrabasisty Lloyda Brevetta African Roots. Była to niejako zapowiedź reaktywacji zespołu, do której faktycznie doszło wstępnie na przełomie czerwca i lipca 1983 roku (pamiętny koncert na festiwalu Reggae Sunsplash w Montego Bay), a na stałe w roku 1986. McCook, który w międzyczasie przeprowadził się do Nowego Jorku, zagrał na trzech wydanych w latach 90. nowych krążkach grupy – w tym dwóch nominowanych swego czasu do nagrody Grammy w kategorii najlepszy album reggae: Hi-Bop Ska! (1994) i Greetings from Skamania (1996).
Ten drugi album jest ostatnią płytą The Skatalites, na której można usłyszeć grę McCooka. Wiosną 1995 roku przeszedł on operację wstawienia by-passów i od tego czasu coraz rzadziej uczestniczył w życiu zespołu, choć występował z nim jeszcze okazjonalnie podczas niektórych tras koncertowych; coraz więcej czasu spędzał natomiast w domu, na swoim nowym ranczu w Atlancie. Tam też zmarł 5 maja 1998 roku na niewydolność serca będącą skutkiem powikłań po ciężkim zapaleniu płuc. Pozostawił żonę Iris oraz ośmioro dzieci: Donovana, Stanleya, Tyrone'a, Colleen, Donnę, Janet, June, oraz Reginę, a także przybranego syna Andrew Davisa. Jego pogrzeb odbył się 17 maja na Dovecot Memorial Park, jednym z największych cmentarzy w Kingston. Natomiast w grudniu tamtego roku, podczas specjalnej ceremonii w Alpha Boys School, Iris przekazała szkole ulubiony saksofon męża; instrument został umieszczony na stałej ekspozycji w muzycznej izbie pamięci. W uroczystościach tych oprócz najbliższej rodziny udział wzięło wielu przyjaciół McCooka ze sceny muzycznej, jak również sam Sir Coxsone.

## Dyskografia

### Albumy solowe i kompilacje
- Horny Dub (1976, Grounation Records)
- Lovers Time (1976, Carl's Records)
- Hot Lava (1977, Third World Records)
- Instrumental (1978, Justice Records)
- Cookin' Shuffle (1995, Peter Pan Records)
- The Authentic Ska Sound of Tommy McCook (1998, Moon Ska Records)
- Tommy's Last Stand (2001, Rhino Records)
- Blazing Horns: Tenor In Roots (2003, Blood & Fire Records)
- Real Cool: The Jamaican King of the Saxophone '65 - '77 (2005, Trojan Records)

### Jako Tommy McCook & The Supersonics
- Top Secret (1969, Trojan Records)
- Greater Jamaica (1970, Trojan Records)
- Down On Bond Street (1993, Trojan Records)

### Jako Tommy McCook &The Aggrovators
- Cookin' (1975, Trojan Records)
- Show Case (1975, Striker Lee Records)
- Brass Rockers (1975, Striker Lee Records)
- King Tubby Meets The Agrovators At Dub Station (1975, Trojan Records)
- Disco Rockers (1977, Dynamic Sounds Records)
- Instrumental Reggae (1992, RAS Records)

### Jako Tommy McCook &Bobby Ellis
- Green Mango (1974, Attack Records)
- Blazing Horns (1977, Grove Music Records)
- Tommy McCook Featuring Bobby Ellis (2004, Attack Records)